# Hessische Hochschule für Finanzen und Rechtspflege
Die Hessische Hochschule für Finanzen und Rechtspflege in Rotenburg an der Fulda (HHFR) (bis Anfang 2010 Verwaltungsfachhochschule Rotenburg an der Fulda) ist eine verwaltungsinterne Fachhochschule des Landes. Sie gehört zum Studienzentrum der Finanzverwaltung und Justiz Rotenburg an der Fulda, zu dem das Land Hessen seine Bildungseinrichtungen für die Ausbildung der Steuerverwaltung und Justiz im gehobenen Dienst in dieser Stadt zusammengeschlossen hat. Das Studienzentrum verfügt aktuell über insgesamt fünf Standorte in Rotenburg und in Frankfurt am Main.
Die HHFR ist eine nichtrechtsfähige Anstalt des öffentlichen Rechts.

## Studiengänge
Die HHFR bietet ein verwaltungsinternes Studium in den Fachbereichen Steuer und Rechtspflege an. Hessen hat mit dem Bund und dem Freistaat Thüringen vereinbart, an der HHFR am Fachbereich Steuer auch Finanzanwärter des Bundeszentralamtes für Steuern und am Fachbereich Rechtspflege Rechtspflegeanwärter des Freistaates Thüringen auszubilden. Im Wintersemester 2021/2022 haben 775 Studierende ihr Studium an der HHFR aufgenommen, davon 655 am Fachbereich Steuer und 120 am Fachbereich Rechtspflege. Alle Jahrgänge zusammengenommen ergaben eine Gesamtzahl von rund 2.000 Studierenden.
An der HHFR können die Studienabschlüsse Diplom-Finanzwirt (FH) und Dipl. Rechtspfleger (FH) erworben werden. Beide Studiengänge dauern drei Jahre und bestehen aus etwa 20 Monaten fachtheoretischem und ansonsten fachpraktischem Studium.

## Geschichte
Die hessische Landesfinanzschule als Bildungsstätte der Hessischen Finanzverwaltung wurde 1953 gegründet und hatte von Beginn an ihren Sitz im Schloss Rotenburg. Dieser Einrichtung folgte 1973 die „Ausbildungs- und Fortbildungsstätte der Hessischen Landesverwaltung“ als Vorläufer der VFHS. Für sie wurde ein Hochhaus mit dreizehn Etagen errichtet, das bis heute das Ortsbild von Rotenburg bestimmt.

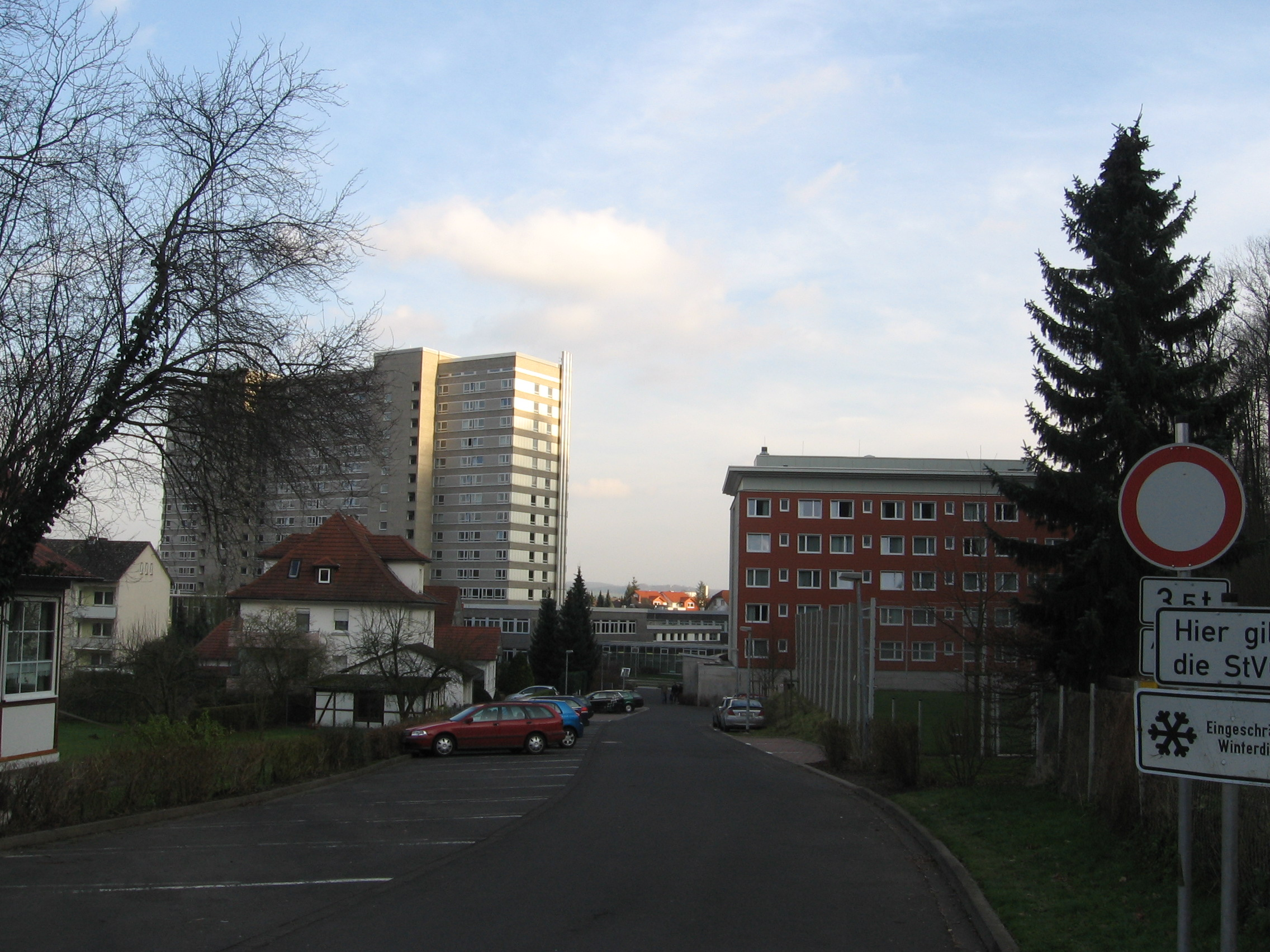
Hochhaus der Verwaltungsfachhochschule Rotenburg

1980 wurde die „Ausbildungs- und Fortbildungsstätte der Hessischen Landesverwaltung“ in die Verwaltungsfachhochschule Rotenburg umgewandelt. Von Beginn an war es eine gemeinsame Hochschule der hessischen Finanz- und Justizverwaltung. 1994 übertrug die Justizverwaltung von Thüringen die Zuständigkeit für ihre Rechtspflegerausbildung auf die VFHS.
Mit einem Lehrsaalgebäude und drei Wohnblocks wurden die Räumlichkeiten der Hochschule 2000 erweitert und modernisiert. 2006 wurde die VFHS in das Studienzentrum Rotenburg eingegliedert. 2011 wurde die Fachhochschule in Hessische Hochschule für Finanzen und Rechtspflege umbenannt.

## Ausstattung
Die HHFR verfügt über mehr als 30 Lehrsäle sowie Gruppenarbeitsräume, darunter sind auch Computerschulungsräume. Den Studierenden steht eine Bibliothek zur Verfügung, die zu großen Teilen digital genutzt werden kann. Diese Infrastruktur wird von den beteiligten Verwaltungen auch für Fortbildungszwecke genutzt.
Im Wohnbereich stehen 592 Einzelzimmer und eine Mensa zur Verfügung sowie ein Fitnessraum, ein Schwimmbad und ein Bolzplatz.
Koordinaten: 50° 59′ 29″ N, 9° 43′ 51,4″ O